# Collegio di Clwyd South
Clwyd South è stato un collegio elettorale gallese rappresentato alla Camera dei comuni del Parlamento del Regno Unito. Eleggeva un membro del parlamento con il sistema first-past-the-post, ossia maggioritario a turno unico; il collegio è stato abolito in occasione della revisione periodica del 2024

## Estensione
Il collegio comprendeva le autorità del Denbighshire e Wrexham; i principali centri di popolazione erano Ruabon, Chirk, Rhosllannerchrugog, Cefn Mawr e Coedpoeth, e Llangollen e Corwen che si trovavano risalendo la valle del fiume Dee ad ovest. Fino alle elezioni del 2010, il collegio comprendeva anche una piccola parte della contea preservata di Powys. Questa anomalia fu risolta dalla Boundary Commission for Wales con nuovi confini utilizzati per la prima volta nel 2010.

## Membri del parlamento
| Elezione | Elezione    | Deputato         | Partito          |
| -------- | ----------- | ---------------- | ---------------- |
|          | 1997        | Martyn Jones     | Laburista        |
| 2010     | Susan Jones |                  | Laburista        |
|          | 2019        | Simon Baynes     | Conservatore     |
|          | 2024        | Collegio abolito | Collegio abolito |

## Elezioni

### Elezioni negli anni 2010
| Partito                    | Partito                                           | Candidato                  | Risultati 12 dicembre 2019 | Risultati 12 dicembre 2019 |
| Partito                    | Partito                                           | Candidato                  | Voti                       | %                          |
| -------------------------- | ------------------------------------------------- | -------------------------- | -------------------------- | -------------------------- |
|                            | Conservatore                                      | Simon Baynes               | 16 222                     | 44,68                      |
|                            | Laburista                                         | Susan Elan Jones           | 14 983                     | 41,27                      |
|                            | Plaid Cymru                                       | Christopher Allen          | 2 137                      | 5,89                       |
|                            | Lib Dem                                           | Calum Davies               | 1 496                      | 4,12                       |
|                            | Brexit                                            | Jamie Adams                | 1 468                      | 4,04                       |
|                            |                                                   |                            |                            |                            |
| Iscritti                   | Iscritti                                          | Iscritti                   | 53 919                     | 100,00                     |
| ↳ Votanti (% su iscritti)  | ↳ Votanti (% su iscritti)                         | ↳ Votanti (% su iscritti)  | 36 306                     | 67,33                      |
| ↳ Astenuti (% su iscritti) | ↳ Astenuti (% su iscritti)                        | ↳ Astenuti (% su iscritti) | 17 613                     | 32,67                      |
|                            |                                                   |                            |                            |                            |
|                            | Esito: collegio passa da Laburista a Conservatore |                            |                            |                            |

| Partito                    | Partito                                | Candidato                  | Risultati 8 giugno 2017 | Risultati 8 giugno 2017 |
| Partito                    | Partito                                | Candidato                  | Voti                    | %                       |
| -------------------------- | -------------------------------------- | -------------------------- | ----------------------- | ----------------------- |
|                            | Laburista                              | Susan Elan Jones           | 19 002                  | 50,71                   |
|                            | Conservatore                           | Simon Baynes               | 14 646                  | 39,08                   |
|                            | Plaid Cymru                            | Christopher Allen          | 2 292                   | 6,12                    |
|                            | UKIP                                   | Jeanette Bassford-Barton   | 802                     | 2,14                    |
|                            | Lib Dem                                | Bruce Roberts              | 731                     | 1,95                    |
|                            |                                        |                            |                         |                         |
| Iscritti                   | Iscritti                               | Iscritti                   | 54 387                  | 100,00                  |
| ↳ Votanti (% su iscritti)  | ↳ Votanti (% su iscritti)              | ↳ Votanti (% su iscritti)  | 37 473                  | 68,90                   |
| ↳ Astenuti (% su iscritti) | ↳ Astenuti (% su iscritti)             | ↳ Astenuti (% su iscritti) | 16 914                  | 31,10                   |
|                            |                                        |                            |                         |                         |
|                            | Esito: collegio confermato a Laburista |                            |                         |                         |

| Partito                    | Partito                                | Candidato                  | Risultati 7 maggio 2015 | Risultati 7 maggio 2015 |
| Partito                    | Partito                                | Candidato                  | Voti                    | %                       |
| -------------------------- | -------------------------------------- | -------------------------- | ----------------------- | ----------------------- |
|                            | Laburista                              | Susan Elan Jones           | 13 051                  | 37,22                   |
|                            | Conservatore                           | David Nicholls             | 10 649                  | 30,37                   |
|                            | UKIP                                   | Mandy Jones                | 5 480                   | 15,63                   |
|                            | Plaid Cymru                            | Mabon ap Gwynfor           | 3 620                   | 10,32                   |
|                            | Lib Dem                                | Bruce Roberts              | 1 349                   | 3,85                    |
|                            | Verdi                                  | Duncan Rees                | 915                     | 2,61                    |
|                            |                                        |                            |                         |                         |
| Iscritti                   | Iscritti                               | Iscritti                   | 54 949                  | 100,00                  |
| ↳ Votanti (% su iscritti)  | ↳ Votanti (% su iscritti)              | ↳ Votanti (% su iscritti)  | 35 064                  | 63,81                   |
| ↳ Astenuti (% su iscritti) | ↳ Astenuti (% su iscritti)             | ↳ Astenuti (% su iscritti) | 19 885                  | 36,19                   |
|                            |                                        |                            |                         |                         |
|                            | Esito: collegio confermato a Laburista |                            |                         |                         |

| Partito                    | Partito                                | Candidato                  | Risultati 6 maggio 2010 | Risultati 6 maggio 2010 |
| Partito                    | Partito                                | Candidato                  | Voti                    | %                       |
| -------------------------- | -------------------------------------- | -------------------------- | ----------------------- | ----------------------- |
|                            | Laburista                              | Susan Elan Jones           | 13 311                  | 38,38                   |
|                            | Conservatore                           | John Bell                  | 10 477                  | 30,21                   |
|                            | Lib Dem                                | Bruce Roberts              | 5 965                   | 17,20                   |
|                            | Plaid Cymru                            | Janet Ryder                | 3 009                   | 8,68                    |
|                            | BNP                                    | Sarah Hynes                | 1 100                   | 3,17                    |
|                            | UKIP                                   | Nick Powell                | 819                     | 2,36                    |
|                            |                                        |                            |                         |                         |
| Iscritti                   | Iscritti                               | Iscritti                   | 53 768                  | 100,00                  |
| ↳ Votanti (% su iscritti)  | ↳ Votanti (% su iscritti)              | ↳ Votanti (% su iscritti)  | 34 681                  | 64,50                   |
| ↳ Astenuti (% su iscritti) | ↳ Astenuti (% su iscritti)             | ↳ Astenuti (% su iscritti) | 19 087                  | 35,50                   |
|                            |                                        |                            |                         |                         |
|                            | Esito: collegio confermato a Laburista |                            |                         |                         |

### Elezioni negli anni 2000
| Partito                    | Partito                                | Candidato                  | Risultati 5 maggio 2005 | Risultati 5 maggio 2005 |
| Partito                    | Partito                                | Candidato                  | Voti                    | %                       |
| -------------------------- | -------------------------------------- | -------------------------- | ----------------------- | ----------------------- |
|                            | Laburista                              | Martyn Jones               | 14 808                  | 44,97                   |
|                            | Conservatore                           | Tom Biggins                | 8 460                   | 25,69                   |
|                            | Lib Dem                                | Deric Burnham              | 5 105                   | 15,50                   |
|                            | Plaid Cymru                            | Mark Strong                | 3 111                   | 9,45                    |
|                            | Forward Wales                          | Alwyn Humphreys            | 803                     | 2,44                    |
|                            | UKIP                                   | Nick Powell                | 644                     | 1,96                    |
|                            |                                        |                            |                         |                         |
| Iscritti                   | Iscritti                               | Iscritti                   | 52 354                  | 100,00                  |
| ↳ Votanti (% su iscritti)  | ↳ Votanti (% su iscritti)              | ↳ Votanti (% su iscritti)  | 32 931                  | 62,90                   |
| ↳ Astenuti (% su iscritti) | ↳ Astenuti (% su iscritti)             | ↳ Astenuti (% su iscritti) | 19 423                  | 37,10                   |
|                            |                                        |                            |                         |                         |
|                            | Esito: collegio confermato a Laburista |                            |                         |                         |

| Partito                    | Partito                                | Candidato                  | Risultati 7 giugno 2001 | Risultati 7 giugno 2001 |
| Partito                    | Partito                                | Candidato                  | Voti                    | %                       |
| -------------------------- | -------------------------------------- | -------------------------- | ----------------------- | ----------------------- |
|                            | Laburista                              | Martyn Jones               | 17 217                  | 51,40                   |
|                            | Conservatore                           | Tom Biggins                | 8 319                   | 24,84                   |
|                            | Plaid Cymru                            | Dyfed Edwards              | 3 982                   | 11,89                   |
|                            | Lib Dem                                | David Griffiths            | 3 426                   | 10,23                   |
|                            | UKIP                                   | Edwina Theunissen          | 552                     | 1,65                    |
|                            |                                        |                            |                         |                         |
| Iscritti                   | Iscritti                               | Iscritti                   | 53 679                  | 100,00                  |
| ↳ Votanti (% su iscritti)  | ↳ Votanti (% su iscritti)              | ↳ Votanti (% su iscritti)  | 33 496                  | 62,40                   |
| ↳ Astenuti (% su iscritti) | ↳ Astenuti (% su iscritti)             | ↳ Astenuti (% su iscritti) | 20 183                  | 37,60                   |
|                            |                                        |                            |                         |                         |
|                            | Esito: collegio confermato a Laburista |                            |                         |                         |

## Risultati dei referendum

### Referendum sulla permanenza del Regno Unito nell'Unione europea del 2016
|             | Collegio    | Lasciare UE % | Rimanere in UE % |
| ----------- | ----------- | ------------- | ---------------- |
|             | Clwyd South | 60,2%         | 39,8%            |
| Galles      | 52,5%       | 47,5%         |                  |
| Regno Unito | 51,9%       | 48,1%         |                  |